# Divinity Engine
Divinity Engine — це ігровий рушій, розроблений компанією Larian Studios. Він пройшов кілька ітерацій, останньою з яких є Divinity Engine 4.0, розроблена для Baldur's Gate III.

## Історія
Larian почала розробку Divinity Engine 1 для своєї гри Divinity: Original Sin з бюджетом лише в кілька мільйонів доларів. Larian включила копію рушія Divinity 1.0 з грою Divinity: Original Sin для деяких бекерів з Kickstarter, що дозволило їм створювати власні модифікації. Щоб продемонструвати можливості рушія, Larian включила гру-симулятор корови, створену за допомогою інструментів Divinity Engine Toolkit, у версію раннього доступу.
Divinity Engine 2 був розроблений для Divinity: Original Sin II. Divinity Engine 2, разом із усіма внутрішніми інструментами, які Larian розробила для створення рівнів, був включений до файлів гри під назвою «DivinityEngine2.exe». Основна увага приділялася покращенню інструментів з Divinity Engine 1, а також створенню нових інструментів і покращенню документації. Цей рушій також називали «Divinity Engine 3.0.»
Divinity Engine 4.0 був розроблений для Baldur's Gate III. Він включав бекенд Vulkan, який використовувався як опція в Baldur's Gate III поряд з бекендом DirectX 11. Інструменти для модифікацій, включені до Baldur's Gate III, були не такими розширеними, як у попередніх іграх Larian. Розробники Larian частково пов'язують успіх гри з їхнім постійним використанням Divinity Engine замість комерційного рушія, такого як Unreal Engine, оскільки вони використовували та працювали над рушієм з 2010 року, тоді як у випадку з комерційними рушіями «дорожня карта рушія не завжди збігається з вашою».